# 仁風閣
仁風閣（じんぷうかく）は、鳥取県鳥取市にある西洋館。中国地方屈指の明治洋風建築として名高く、国の重要文化財に指定されている。フランス風ルネサンス様式を基調としている。

## 歴史
1906年、鳥取城の扇御殿跡に、片山東熊の設計、橋本平蔵の監督によって起工し、翌1907年に竣工した。建築費は当時の金額で4万3335円。木造2階建て白亜塗りのフレンチルネッサンス様式で、1・2階共にベランダが設けられており、ガラス張りの2階バルコニーからは、市指定名勝である池泉回遊式日本庭園の宝隆院庭園を一望できる。館正面右の螺旋階段は支柱を用いない、ケヤキの厚板で支えられた独特の構造をしており、外にあるのはこれの角尖塔である。天井と壁に輸入壁紙を張り、床はアキスミンスターカーペットを敷いている。
旧鳥取藩主池田仲博侯爵の別邸という名目であったが、当初より皇族の宿泊を意図して設計・建築されたとされる。完成同年に行われた皇太子嘉仁親王（のちの大正天皇）の山陰行啓時の御宿所として利用され、館名は、これに随行した元帥海軍大将の東郷平八郎が命名したもので、同人の筆による額が現存する。
明治以降は鳥取市の所有となり、迎賓館や公会堂として利用された。1943年の鳥取地震で損傷し、この際の修復でスレート屋根が瓦葺に変えられた。1949年から鳥取県立科学博物館として、1972年に現在の鳥取県立博物館が完成するまで利用された。1973年国の重要文化財に指定された際に3年をかけて修復が行われている。現在は公益財団法人鳥取市文化財団のもとで管理され、館内には鳥取藩と池田家に関する資料などが常設展示され、および他の文化人（作家や歌人など）の所蔵資料が特別展として時折展示される。

## 建築概要
- 設計 - 片山東熊、橋本平蔵
- 施工 - 浜田芳藏
- 起工 - 1906年9月
- 竣工 - 1907年5月
- 敷地面積 - 7,200m2
- 延床面積 - 1,046m2
- 構造・規模 - 木造・地上2階
- 延経費 - 43,335円
- 所在地 - 〒680-0011 鳥取県鳥取市東町2丁目121番地

## 利用情報
- 開館時間 - 9時～17時（入館は16時30分まで)
- 休館日 - 月曜日（祝日の場合は開館）、祝日の翌日、年末年始
- 観覧料 - 一般150円（小・中・高校生は無料）

## ギャラリー

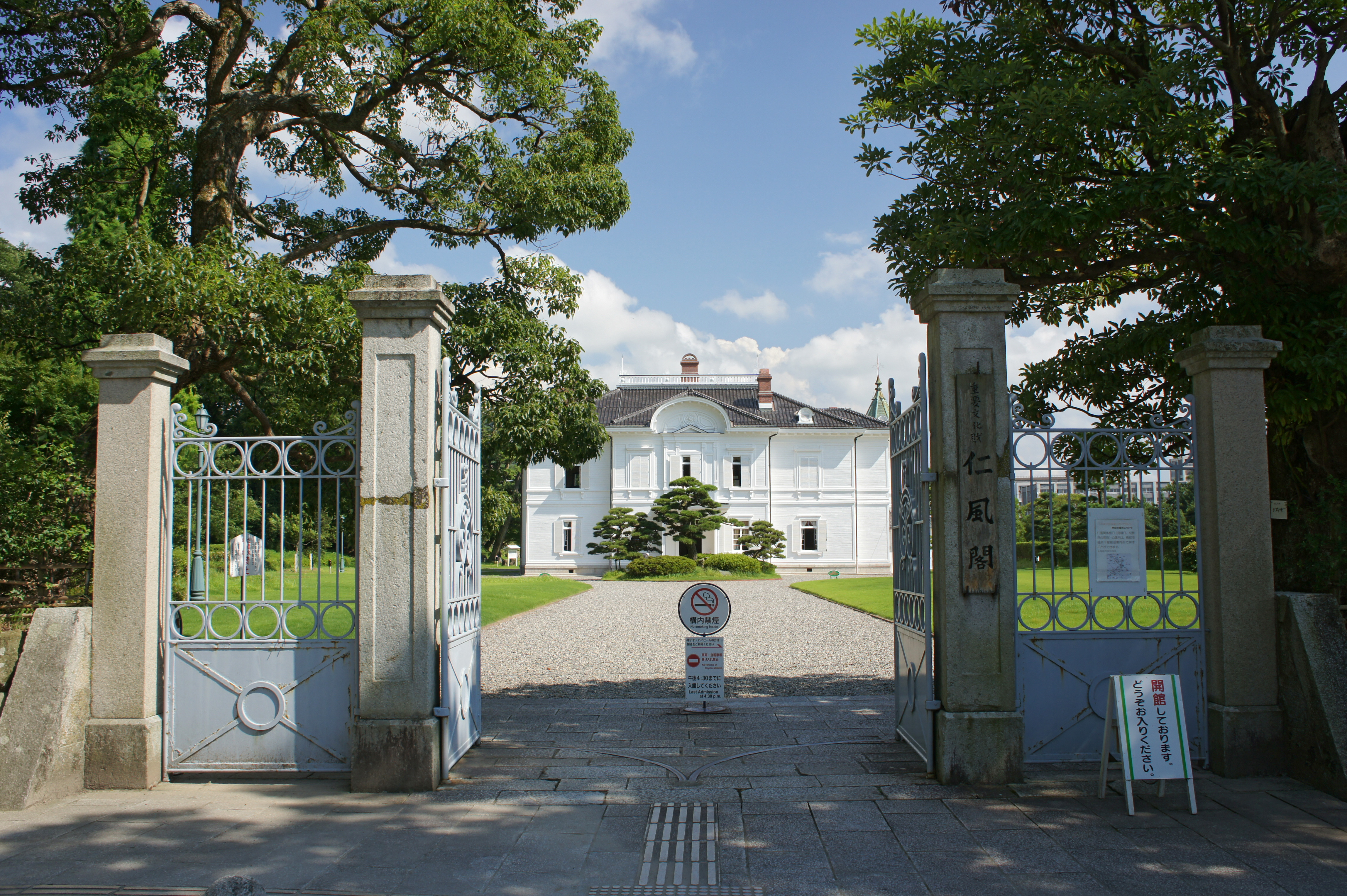
正門
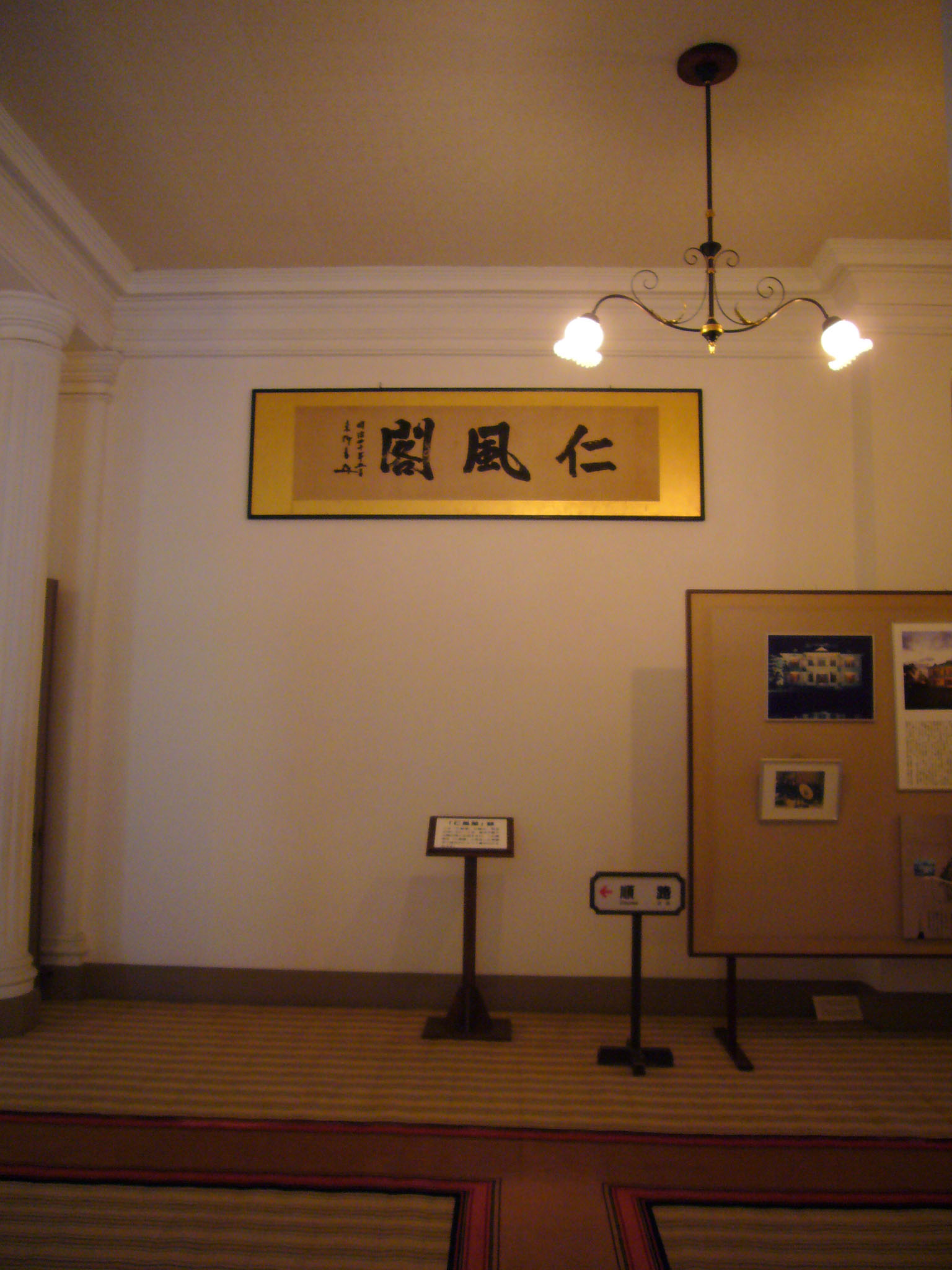
東郷平八郎による額
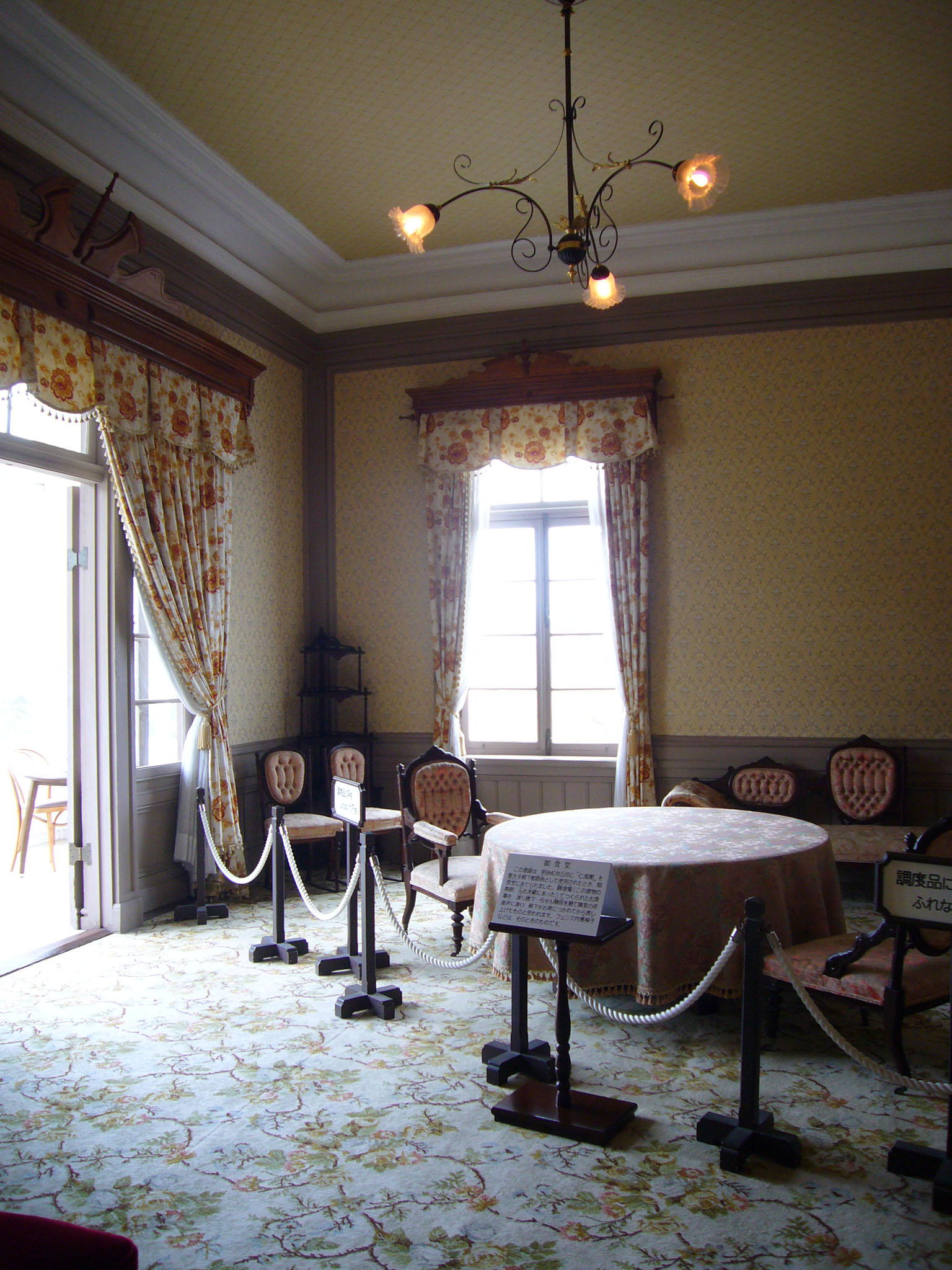
皇太子嘉仁親王（後の大正天皇）の行啓の際に御食堂として使用された部屋。
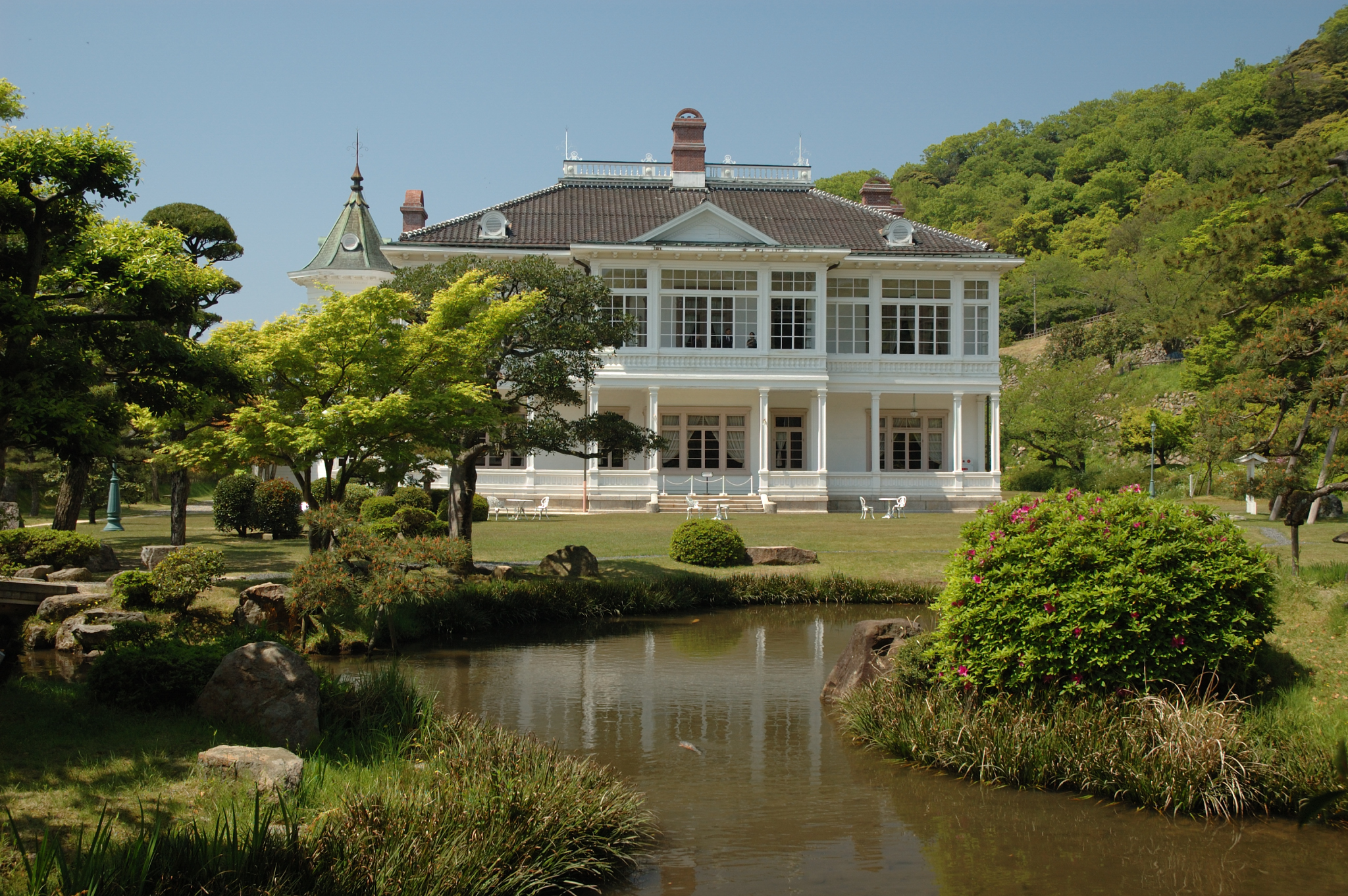
宝隆院庭園から見た仁風閣
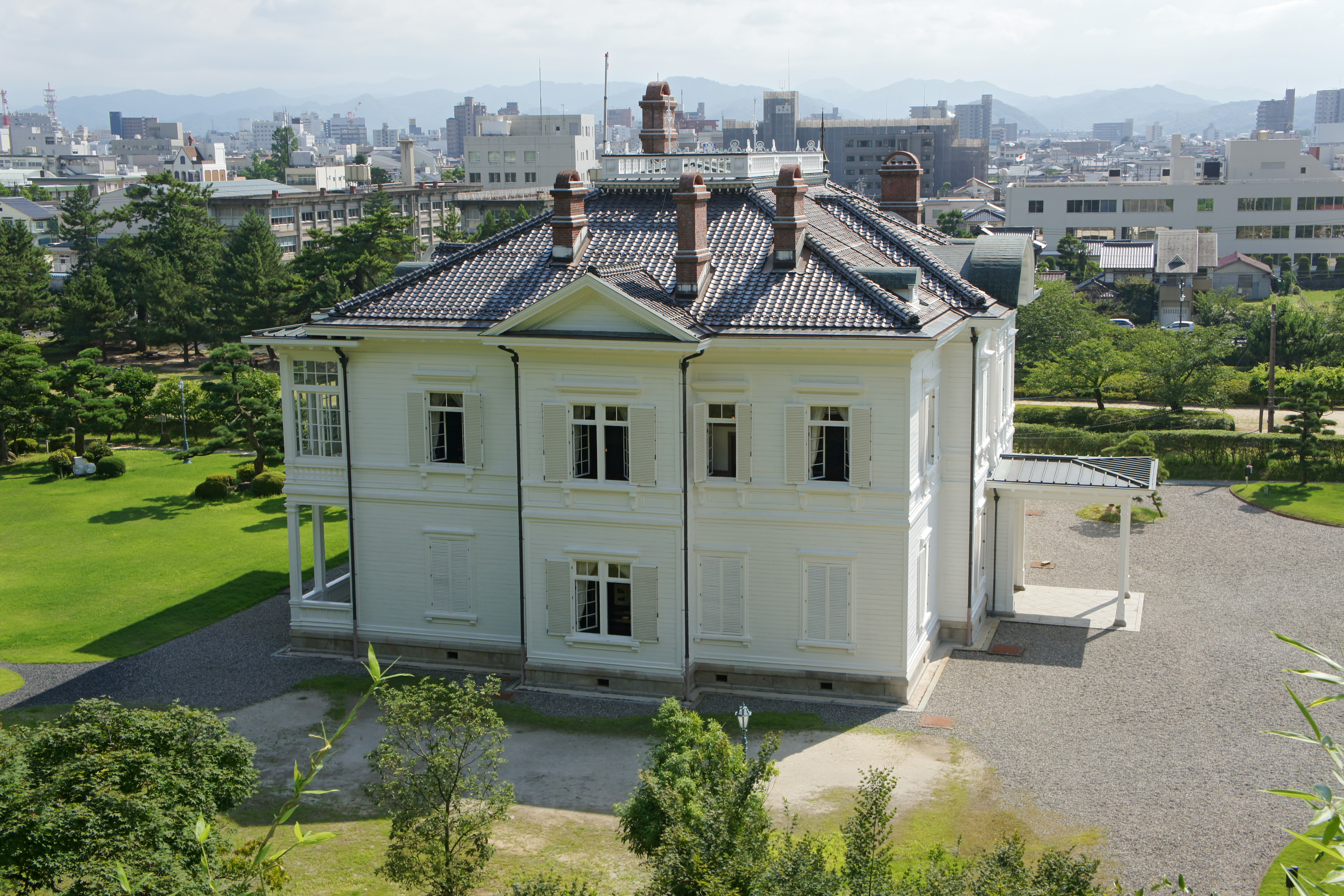
鳥取市街を背後に望む仁風閣
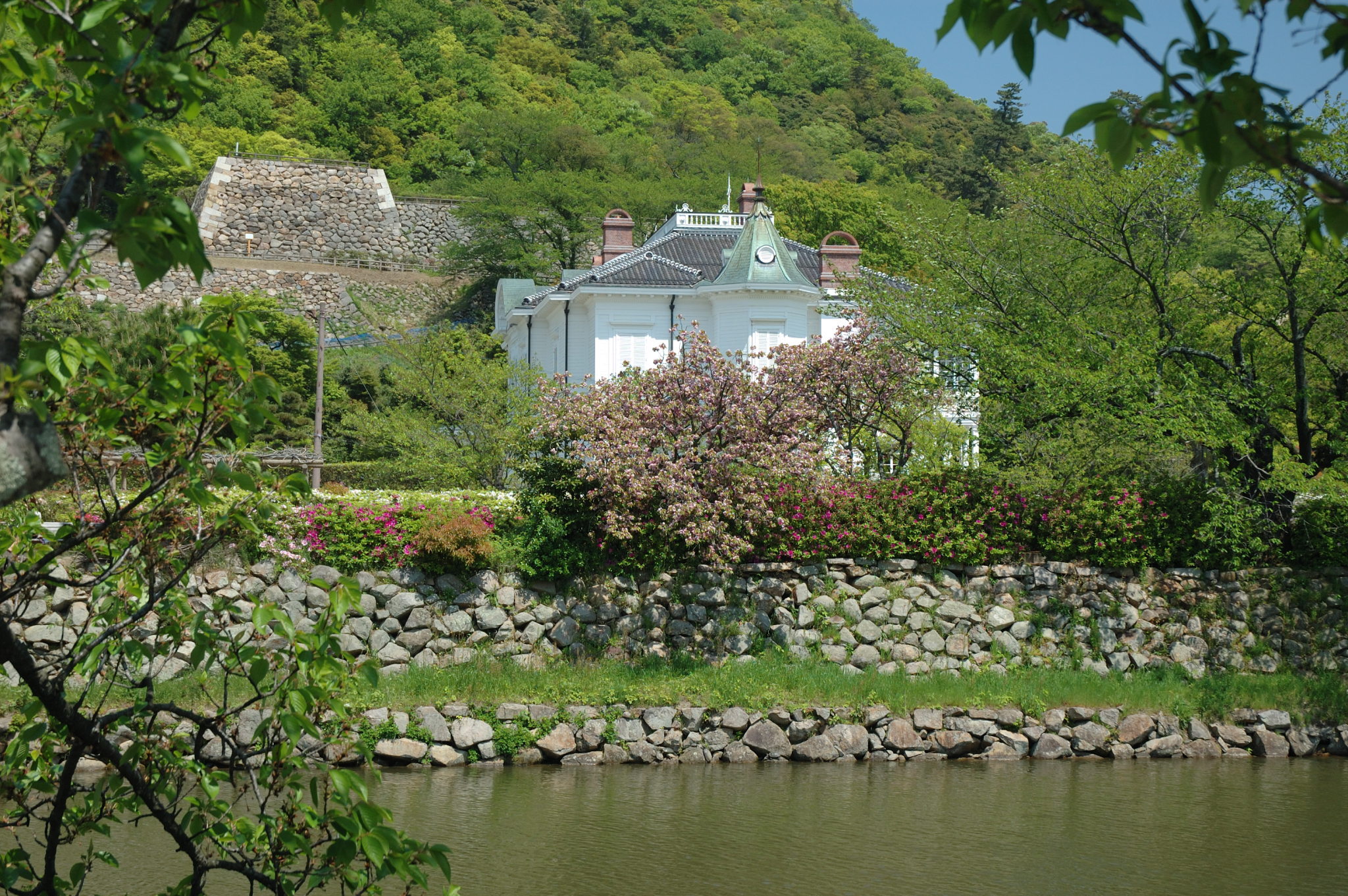
鳥取城跡と仁風閣

## 交通アクセス
- 山陰本線 鳥取駅 徒歩30分、またはバス（日本交通・日ノ丸自動車）5分「西町」下車徒歩5分、鳥取市100円循環バスくる梨緑コース「仁風閣・県立博物館」下車。

## 周辺情報
- 鳥取城跡・久松公園
- 鳥取県立博物館
- 興禅寺
- わらべ館
- 鳥取県立鳥取西高等学校